# 픽시 로트
픽시 로트(Pixie Lott, 본명: 빅토리아 루이스 로트, 1991년 1월 12일)는 잉글랜드의 싱어송라이터이고, 댄서와 배우이다. 그녀의 데뷔 싱글 "Mama Do (Uh Oh, Uh Oh)"는 2009년 6월 발매되었다. 그리고 영국 싱글 차트에 발매되자마자 1위에 올라섰다. 2009년 9월 그녀의 두 번째 싱글 "Boys and Girls" 또한 영국 차트에 올랐다. 2009년 9월 그녀의 데뷔 앨범 Turn It Up이 발매되었다. 이 앨범은 영국 음반 차트의 6위에 도달함과 동시에 5개의 싱글이 모두 차트 20위권에 올랐고, 1년이 지난 후에도 계속 존재했으며 결국 더블 플래티넘 인증을 받는다.
로트라는 이름은 이후에 유명한 이름이 되었고, 그녀의 라이브 공연과 스타일은 매번 화제가 됐다. 로트는 최근 쇼 프로그램 The X Factor에 심사위원 자격으로 출연 했으며 임신을 한 대니 미노그를 감싸주기도 했다.
픽시는 Boys and Girls를 2010년 8월 24일 미국에서 싱글로 발표하였다. 픽시 로트는 2010년 TV 영화인 Fred: The Movie에서 첫 영화 데뷔이자 주연을 맡았다. 2010년 1월에는, 미국의 잡지 빌보드 지가 선정한 2010년대 "가장 기대되는 신인"중 로트가 1위로 뽑혔다. 로트의 첫 정규 앨범인 Turn It Up은 미국에서 2011년 초에 발표했다.

## 초기 및 개인 생활
로트는 런던 남동쪽 에 위치한 브롬리에서 태어났다. 그녀의 삶은 영국 에식스 브렌트우드에서 증권 중개인일을 하는 그녀의 아버지, 주부였던 그녀의 어머니 그리고 그녀의 오빠와 여동생과 함께 살았다. 그녀의 엄마는 그녀에게 픽시라는 별명을 지어주며 "작고 귀여운 요정같은 아기같다" 라고 말했다.
그녀는 교회 부속 학교에서 노래를 시작한 후, 로트는 5살때부터 영국에서 가장 유서 깊은 연극 예술원 Italia Conti Academy of Theatre Arts에 진학을 했고, 또한 그곳에서 장학금을 수여받을정도로 실력을 인정 받았다. 이후 13살 나이에, 브렌트우드로 가족들과 함께 집을 옮겼다. 로트는 웨스트엔드 뮤지컬 Chitty Chitty Bang Bang과 영국 BBC One 채널의 Sound Of Music에 연이어 출연하기도 했다. 그녀가 14세 때, 그녀는 코러스 라인의 일부로 로저스 워터의 오페라 음악 Ça Ira에 참여하기도 했다. 그녀의 앨범 녹음 때문에 학교에 자주 결석을 함에 불구하고, 로트는 중등 교육 자격 검정 시험에서 A등급을 받기도 했었다.
2010년 2월 5일에, 로트는 Brentwood County High School에 방문하여 고등학교는 정부 프로그램의 일환으로 고등학교에서 로트에게 음악에 대해 권장해주기도 한다.

## 음악 활동

### 2008–09: 초기 활동
로트는 15살때, 그녀는 L. A. Reid와 함께 데모곡 몇 가지를 들어본후 작업에 돌입하였다. 그 후 로트와 아일랜드 데프 잼 뮤직 그룹은 계약을 하였다. 이후 사장이 바뀐후, 로트는 아일랜드 데프 잼 뮤직 그룹에서 나오게 되었고, 영국의 레코드 회사인 머큐리 레코드와 미국의 레코드 회사 인터스코프 레코드로 옮기게 되었다. 그녀는 작곡가이자 싱어송라이터로써, 2007년 12월에 Sony/ATV Music Publishing와 배급사 계약을해 로트는 Turn It Up의 트랙리스트 녹음을 시작했다.
로트의 첫 번째 공연은 매우 큰 콘서트이자 페스티벌인 아일 오브 와이트 페스티벌 2009에서 공연했고, 그녀의 첫 번째 영국 투어인 The Work Tour를 하기도 했다.

### 2009–10:Turn It Up,Young Foolish Happy
2009년 6월 8일 로트는 데뷔 싱글 "Mama Do (Uh Oh, Uh Oh)"를 발매했고, 트루디 빌린저 감독의 비디오는 로트의 마이스페이스와 뉴스 섹션 그리고 유튜브에서 공개하며, 유튜브 조회수는 300만 건이 넘기도 했다. 이 싱글은 아이튠즈에서 5만 건을 판매하며 영국 싱글 차트 1위를 했는데, 로트는 첫 싱글의 대성공으로 인해 충격을 먹었다고 전하기도 했다. 또한 로트는 일렉트로닉 아츠의 게임 심즈 3의 심리쉬로 노래를 녹음했다. 이 싱글은 다른 나라에서도 큰 성공을 거두었는데, 덴마크에서 8위, 프랑스 10위를 하며 총 11개 국가에서 40위권안에 진입했다. 싱글은 최종적으로 영국에서 20만 건을 팔아 2009년 8월 28일 영국 음향 산업에서 실버 인증을 받았다. 2009년 9월 6일에는 두 번째 싱글 "Boys and Girls"가 발매돼 2009년 9월 13일 영국 싱글 차트에 진입했다. 이 싱글은 5만 건 이하를 판매했음에도 불구하고 영국 싱글 차트 1위를 달성했다. 두 번째 싱글의 뮤직비디오 감독으로는 다이앤 마텔 감독이 맡았다. 2009년 9월 14일에는 로트의 데뷔 앨범 Turn It Up이 발매된다. 앨범은 영국 음반 차트 6위로 데뷔했고, 이후 영국에서 600,000만 장 이상을 팔아 2010년 8월 영국 음향 협회로부터 더블 플래티넘 인증을 받았다.
로트는 2011년 6월 11일 BBC 라디오 1의 The Chris Moyles Show에서 "All About Tonight"을 처음으로 선보였다. 그리고 9월 1일 정식으로 리드 싱글로 발매되었는데, 영국 싱글 차트 1위로 데뷔했다. 11월 11일에는 로트의 두 번째 앨범 Young Foolish Happy가 발매되었고, 발매 첫 주 18,000만 장을 팔아 영국 음반 차트 8위로 데뷔했다. 이후 10만 장을 넘게 팔며 실버 인증을 받았다.

## 출연 작품
| 연도 | 영화            | 역할 | 비고         |
| ---- | --------------- | ---- | ------------ |
| 2010 | 프레드: 더 무비 | 주디 | 첫 연기 역할 |

## 음반 목록
- Turn It Up (2009)
- Young Foolish Happy (2011)
- Pixie Lott (2014)

## 수상 및 후보
| 연도 | 시상식 종류                      | 상                              | 결과 |
| ---- | -------------------------------- | ------------------------------- | ---- |
| 2009 | MTV 유럽 뮤직 어워드             | 최우수 영국 & 아일랜드 액트     | 수상 |
| 2009 | MTV 유럽 뮤직 어워드             | 최우수 신인 액트                | 후보 |
| 2009 | MTV 유럽 뮤직 어워드             | 최우수 푸시 아티스트            | 수상 |
| 2009 | 버라이어티 클럽 어워즈           | 브레이크스루 탈렌트 어워즈      | 수상 |
| 2009 | 코스모폴리탄 Ultimate Women 2009 | Ultimate Newcomer               | 수상 |
| 2009 | 버진 미디어 뮤직 어워즈          | 베스트 뉴커머                   | 수상 |
| 2010 | 브릿 어워드                      | 브레이크스루 아티스트           | 후보 |
| 2010 | 브릿 어워드                      | 여성 솔로 아티스트              | 후보 |
| 2010 | 브릿 어워드                      | 브리티쉬 싱글 ("Mama Do Uh Oh") | 후보 |
| 2010 | 메테오 아일랜드 뮤직 어워드      | 최우수 인터내셔널 여성          | 후보 |
| 2010 | BT 디지털 뮤직 어워드            | 최우수 여성 아티스트            | 미정 |